# أليكس ريتشاردز
أليكس ريتشاردز (13 سبتمبر 1971 في المملكة المتحدة - )  (بالإنجليزية: Alex Richards)‏ هو لاعب كريكت بريطاني. لعب مع Essex Cricket Board ‏.